# 조해욱
조해욱(1981년 11월 28일 ~ )은 대한민국의 희극 배우이다.

## 주요 이력
2000년 연극배우 첫 데뷔한 그는 2002년 MBC 문화방송 공채 13기 개그맨으로 정식 데뷔하였다.

## 학력
- 서현초등학교
- 서현중학교
- 불곡고등학교
- 예원예술대학교 코미디연기학과(중퇴)

## 출연작

### 방송
- 뉴 논스톱 (MBC)
- 코미디하우스 (MBC)
- 개그야 (MBC)
- 꿀단지 (MBC)
- 뮤직 코믹쇼 (MBC 뮤직)
- 코미디에 빠지다 (MBC)